# Pinch Runner
Pour plus de détails, voir Fiche technique et Distribution.
Pinch Runner (ピンチランナー) est un film japonais de Hiroyuki Nasu.

## Présentation
Le film sort le 20 mai 2000 au Japon, et met en vedette les membres du groupe de J-pop Morning Musume (en avril 2000) interprétant les rôles de lycéennes s'entrainant pour une compétition de course à pied inter-lycées. C'est un film réaliste, contrairement au premier film du groupe plus fantaisiste, Morning Cop.
Les autres membres du Hello! Project apparaissent dans des rôles de compétitrices lors de la course finale (Melon Kinenbi, Coconuts Musume, T&C Bomber, Michiyo Heike...). Les quatre nouvelles membres de la "quatrième génération" du groupe, venant tout juste d'être sélectionnées pour l'intégrer, n'ont pas participé au tournage mais apparaissent dans une scène rajoutée spécialement en conclusion du film.
Sortent aussi à cette occasion une vidéo "making of" nommée Morning Musume in Pinch Runner, un livre de photos du tournage ("photobook"), et une bande originale, Pinch Runner Original Soundtrack.

## Distribution
Morning Musume
- Yuko Nakazawa
- Kaori Iida
- Natsumi Abe
- Kei Yasuda
- Mari Yaguchi
- Sayaka Ichii
- Maki Gotō
- Rika Ishikawa (caméo)
- Hitomi Yoshizawa (caméo)
- Nozomi Tsuji (caméo)
- Ai Kago (caméo)

Autres
- Manabu Oshio
- Hiromi Kitagawa
- Sōichirō Kitamura
- Keiko Matsuzaka
- Yōsuke Saitō
- Yoshimasa Kondō